# Schweineschlachthof der Stadt Wien

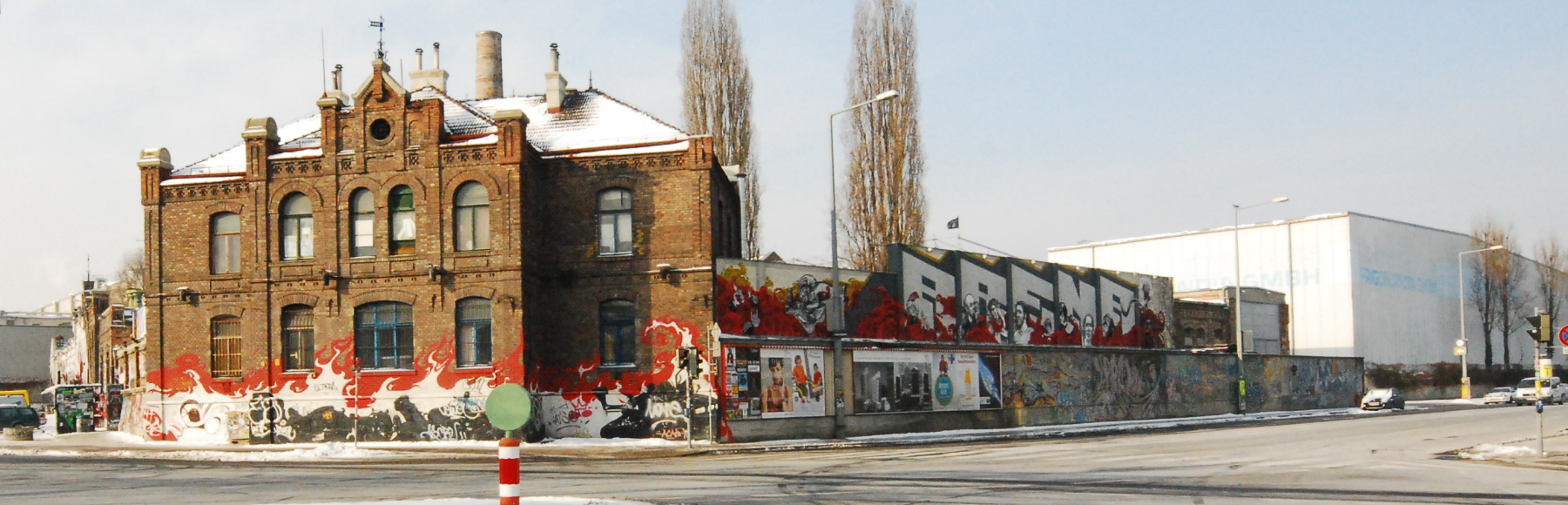
Der ehemalige Schweineschlachthof, Front zur Baumgasse

Das Schweineschlachthaus beziehungsweise der Schweineschlachthof der Stadt Wien befand sich im 3. Wiener Gemeindebezirk Landstraße in unmittelbarer Nähe zum Zentralviehmarkt Sankt Marx und war Bestandteil der Fleischversorgung von Wien.

## Schlachtstätten
Bis zur Eröffnung des Schweineschlachhofs bestanden neben den Schlachtstätten der selbständigen Fleischhauer
- die Schlachtanlage der Produktivgesellschaft der Wiener Fleischselcher am Erdbergermais und
- die Schweinegroßschlächterei von M. Wotraubek in der Erdberger Straße als größere nennenswerte privat geführte Anlagen[1] sowie
- die sogenannte Notstechbrücke auf dem Wiener Zentralviehmarkt,
- ein Raum in der 5. Abteilung des Schlachthofs Sankt Marx und
- eine Abteilung im Schlachthaus Meidling als öffentliche Schlachtstätten für Schweine. Diese öffentlichen Stechbrücken wurden mit der Eröffnung des Schweineschlachthauses geschlossen.[2]

## Lage
Laut einem Stadtplan aus dem Jahr 1956 wurde das Schweineschlachthaus
- im Nordosten von der Baumgasse,
- im Südosten von der Verlängerung des Franzosengrabens (unterdessen wurde der Franzosengraben tatsächlich verlängert, 1910 wurde als Adresse der Landstraßer Gürtel genannt[3]),
- im Südwesten von der Döblerhofstraße
- im Nordwesten von dem Richtung Donaukanal führenden, zwischen Zentralviehmarkt und Schweineschlachthaus vor der Baumgasse endenden und gelegentlich als Szállásenbahn bezeichneten Gleis der Schlachthausbahn begrenzt.

## Geschichte
Ab etwa 1875 wurde in Wien über die Errichtung eines städtischen Schweineschlachthauses verhandelt. Am 25. September 1895 fasste der Gemeinderat von Wien den grundsätzlichen Beschluss zur Einführung des Schlachthauszwanges für Schweine und damit verbunden zur Errichtung eines eigenen Schlachthofs in der Nähe des Zentralviehmarkts.
Strittig war die Standortfrage.
Der 1896 gemachte Vorschlag, das Schweineschlachthaus der Produktivgesellschaft der Wiener Fleischselcher jenseits der Baumgasse auf dem Erdbergermais zu erwerben und auszubauen, setzte sich nicht durch. Erst als 1898 von der geplanten Errichtung eines Seuchenhofs und Kontumazmarktes auf einem städtischen Grundstück jenseits des als Szállásenbahn bezeichneten Abschnitts der Viehmarktbahn Abstand genommen wurde, wurde hier ein Bauplatz frei.
Gegen die Errichtung des Schweineschlachthofs als Zwangsschlachthaus war die Fleischselcher-Genossenschaft. Erst um 1900 konnte sie sich mit dem Gedanken an die Errichtung eines Schlachthauses zur freiwilligen Benützung anfreunden.
Am 16. Juni 1905 fasste der Wiener Gemeinderat den grundsätzlichen Beschluss, auf dem jenseits der Szállásenbahn an der Kreuzung Baumgasse und Landstraßer Gürtel (dessen Verlängerung hier geplant war, heute Franzosengraben) ein Schweineschlachthaus zur freiwilligen Benützung mit einer Kapazität von 600 Schlachtungen täglich zu errichten. Das fertige Detailprojekt wurde am 29. November 1907 genehmigt. Baubeginn war im April 1908, die Fertigstellung im Februar 1910 und die Eröffnung folgte im Juni 1910.
Da während des Ersten Weltkriegs zahlreiche der privaten Schlachthöfe geschlossen wurden und durch die Aufhebung der kriegsbedingten staatlichen Bewirtschaftung die Zufuhr von Schweinen wieder anstieg, musste das Leistungsvermögen der Anlage durch eine Vergrößerung des Kühlraums und die Anschaffung zusätzlicher Laufkatzen gesteigert werden.

## Beschreibung

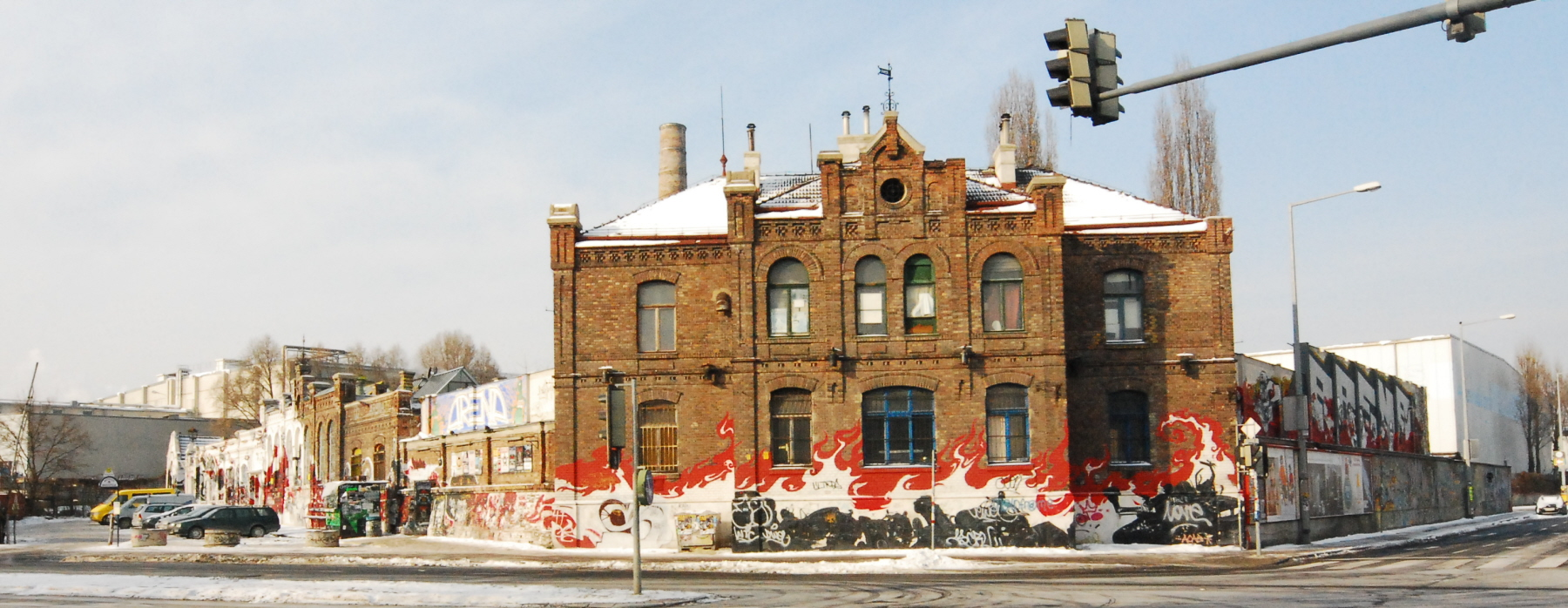
Verwaltungsgebäude

Erbaut wurde der Schweineschlachthof nach Plänen des Wiener Stadtbauamtes unter der Leitung der Ingenieure Max Fiebiger und Theodor Frosch. Das Verwaltungsgebäude wurde in historischen Backsteinformen errichtet, während die Schlacht- und Stallgebäude Eisenkonstruktionen sind.
- Die Stallungen fassten 700 Fleisch- und 800 Fettschweine in Ständen aus geschliffenen Betonwänden.
- Die in Wartebuchten gesammelten Tiere gelangten über Türen in die Brühhalle, wo sie in den Stechbuchten geschlachtet und danach in Heißwasserkesseln abgebrüht wurden, um anschließend enthaart zu werden.
- In der Ausschlachthalle wurden die toten Tiere zerteilt.
- In einer gedeckten Durchfahrt wurden die Schweine entweder von bereitstehenden Wagen abgeholt oder in die Kühlhalle weitergeleitet.
- Die Kühlhalle war in zwei gleiche Hälften geteilt. Abwechselnd diente eine Hälfte tageweise entweder als Vorkühlraum mit + 15 bis + 20 Grad Celsius oder als Kühlraum mit + 5 bis + 8 Grad Celsius. Als Isolationsmaterial dienten Korksteinplatten.[5] Gekühlt wurde entweder mit Brunnenwasser oder eine Kohlensäurekältemaschine.[6]
- Die Maschinenanlage bestand unter anderem aus der Kohlensäurekältemaschine und einer Tandem-Heißdampfmaschine mit der zugehörigen Kesselanlage.
- Das einstöckige Verwaltungsgebäude an der Ecke Baumgasse und Franzosengraben beherbergte die notwendigen Amtsräume sowie Wohnungen für den Torwächter, einen Schlachthausdiener und den Schlachthausleiter.
- Die Sanitätsanstalt befand sich an der südlichen Einfriedung nahe der Ausladerampe und besaß eine eigene Ausfahrt. Sie umfasste einen Sezierraum sowie zwei Lagerräume für sanitätspolizeilich beanstandete Tiere und Tierteile.[7]
- In der Darmwäscherei wurden die Därme der geschlachteten Tiere entleert, gereinigt und unter Gewinnung des gesamten Fettes entfettet.

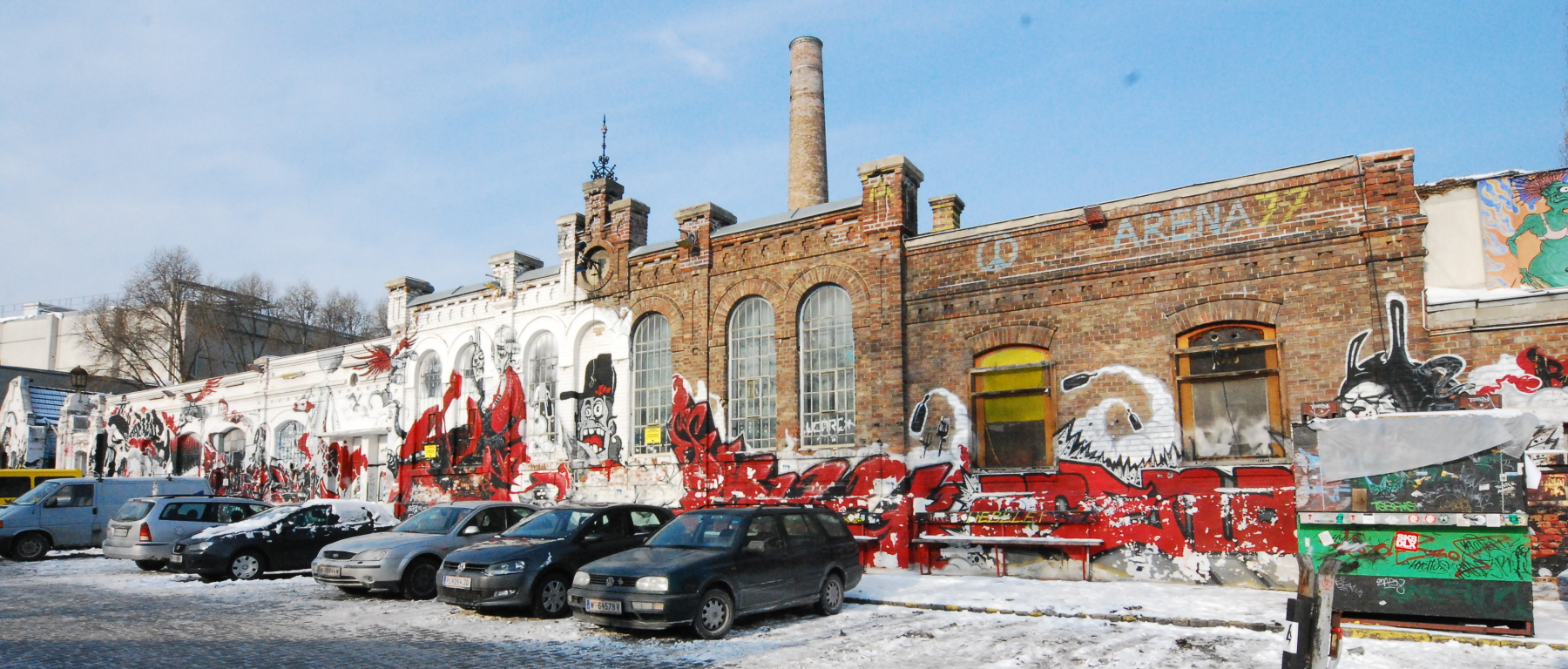
Trakt der Sterilisierungsgesellschaft

- In der Sterilisierungsanstalt, die in einem eigenen Gebäude neben dem Verwaltungsgebäude untergebracht war, wurde finniges Schweinefleisch, das bisher durch die städtische Wasenmeisterei entsorgt werden musste, durch Sterilisieren genießbar gemacht. Geführt wurde der Betrieb von einer Genossenschaft.[8]

## Arena
→ Hauptartikel: Arena (Wien) 

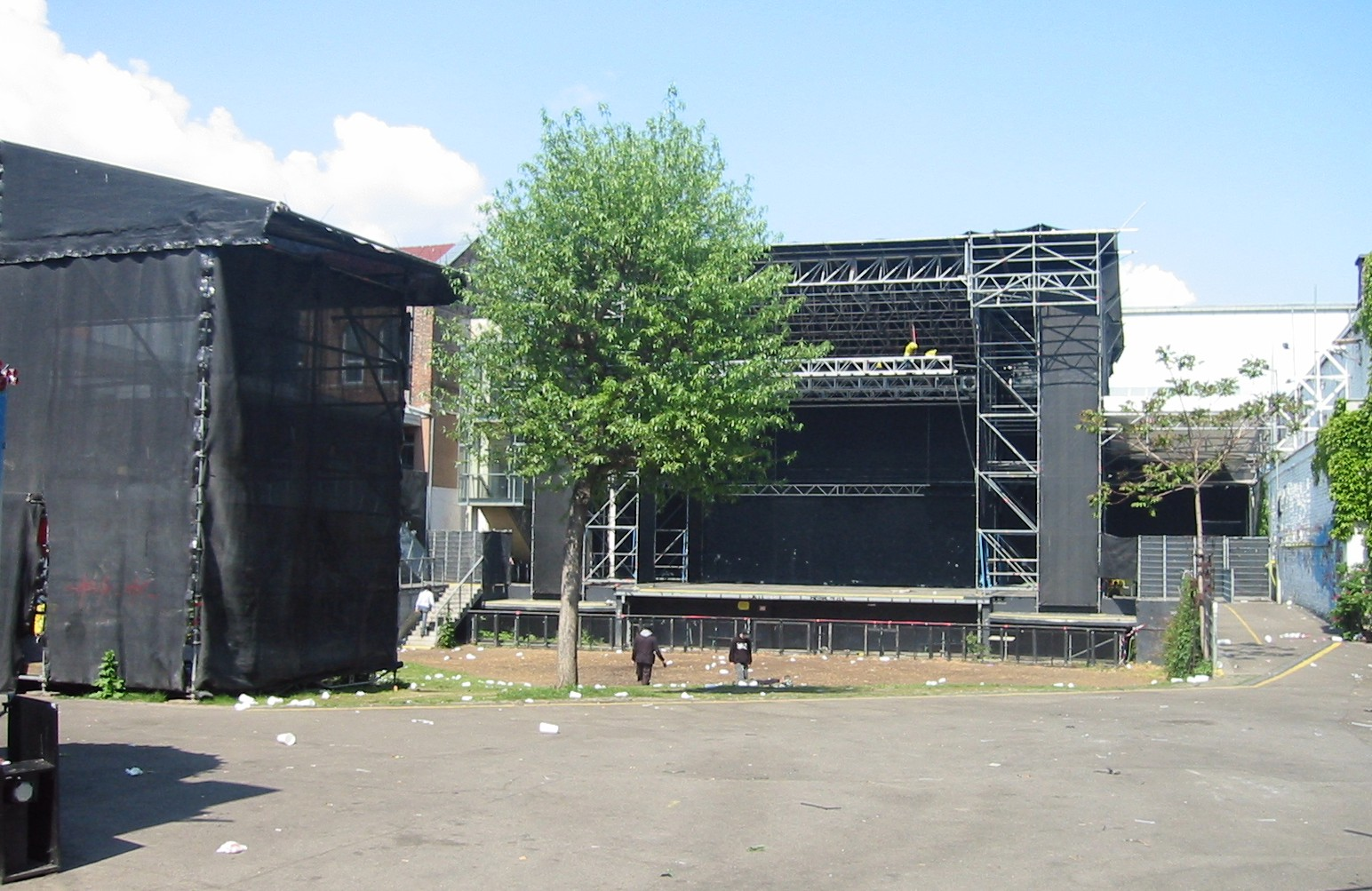
Freigelände der Arena

Die in den letzten Jahren ihres Bestandes als Auslandschlachthof bezeichnete Wiener Kontumazanlage wurde ab 1975 für die Kunst- und Kulturpräsentationen autonomer studentischer und alternativer Jugendgruppen genutzt. Mit der später erfolgten Besetzung des als Arena bezeichneten Areals konnten die Gebäude nicht vor der um 1977 erfolgten Abtragung bewahrt werden. Als Ersatz und neuer Standort für alternatives Kulturschaffen wurde von der Stadt das leer stehende Schweineschlachthaus zur Verfügung gestellt und wird seitdem als alternatives Kulturzentrum, speziell für Jugendkultur, Konzerte verschiedener Richtungen und andere Musikveranstaltungen, genutzt. Sie wird vom Verein Forum Arena Wien betrieben, der autonom und basisdemokratisch arbeitet.